# Illumination (Earth, Wind & Fire)
Illumination è il diciannovesimo album discografico in studio del gruppo musicale statunitense Earth, Wind & Fire, pubblicato nel 2005.

## Tracce
1. Lovely People (feat. will.i.am) – 4:28 (Keith Harris, will.i.am)
2. Pure Gold – 4:40 (James Harris III, Terry Lewis, Tony L. Tolbert, Bobby Ross Avila, Issiah J. Avila)
3. A Talking Voice (Interlude) – 0:19 (Philip Bailey)
4. Love's Dance – 4:28 (James Harris III, Terry Lewis, Tony L. Tolbert)
5. Show Me The Way (feat. Raphael Saadiq) – 7:47 (Taura Jackson, Raphael Saadiq)
6. This Is How I Feel (feat. Kelly Rowland, Big Boi & Sleepy Brown) – 4:21 (Patrick Brown, Marqueze Ethridge, Ray Murray, Antwan Patton, Rico Wade)
7. Work It Out – 4:29 (James Bailey, Taura "Aura" Jackson, Raphael Saadiq, Kelvin Wooten)
8. Pass You By – 4:59 (Raphael Saadiq, Taura Jackson)
9. The One – 5:11 (Brandon Bennett, Patrick Brown, Samuel Christian, Ray Murray, Rico Wade)
10. Elevated (feat. Floetry) – 4:37 (Marsha Ambrosius, Darren Henson, Keith Pelzer, Natalie Stewart)
11. Liberation (feat. Vikter Duplaix) – 5:25 (Junius Bervine, Vikter Duplaix)
12. To You (feat. Brian McKnight) – 4:37 (Brian McKnight)
13. The Way You Move – 4:36 (Antwan Patton, Carlton Mahone, Patrick Brown)